# 鄒泉蓀
鄒 泉蓀（すう せんそん、1902年2月 – 1972年）は、中華民国の実業家・政治家。北京市（北平市）実業界の有力者である一方、冀察政務委員会・北平治安維持会・中華民国臨時政府、南京国民政府（汪兆銘政権）華北政務委員会で各職を歴任した。

## 事績
北京法政大学卒業。北平市商会の有力者であり、1937年（民国26年）7月の盧溝橋事件勃発後時点において鄒泉蓀は同商会主席であった。鄒は同じく商会幹部であった冷家驥らと協力して、北平市内の戦災対応に尽力することになる。同年7月30日に江朝宗を委員長とする北平治安維持会が成立し、鄒は6人の常務委員の1人となった。ただし、北平治安維持会は単純な日本側の傀儡組織となったわけではなく、一定の時期までは国民政府側の張自忠（当時、天津市長）とも連絡を取り合い事態収拾に動いていた、との指摘もある。翌月の8月4日、冀察政務委員会で秦徳純ら8名の委員が不在により罷免されたため、冷らと共に補充委員となった。
1937年12月14日、中華民国臨時政府が創設されると北平治安維持会は解散され、北京特別市公署へと改組された。以後も汪兆銘政権崩壊まで、鄒泉蓀が北平市商会主席の地位に在ったと見られる。翌1938年（民国27年）1月7日、鄒は行政委員会参議に任命された。1939年（民国28年）3月29日から5月4日にかけて、団長として華北経済使節団を率い、日本・朝鮮・満洲国を訪問した。実業界では、北京日華商工協会会長や北支自動車工業株式会社取締役、華北葉煙草株式会社理事なども務めている。
汪兆銘政権成立に際して臨時政府が華北政務委員会に改組されると、鄒泉蓀は東亜経済懇談会華北本部長となっている。汪兆銘政権では1943年（民国32年）2月16日に華北物価協力委員会副会長（会長：曹汝霖）、同年4月23日に全国経済委員会委員にも任命された。1945年（民国34年）2月20日、華北政務委員会委員に任命された。
日本敗戦後、鄒泉蓀は蔣介石の国民政府に漢奸として逮捕される。1946年（民国35年）5月27日、南京へ護送され首都高等法院で審理されることになった。1947年（民国36年）6月、無期懲役判決を受ける。中華人民共和国建国後も上海市で収監され続け、1972年に獄死した。享年71。

## 注釈

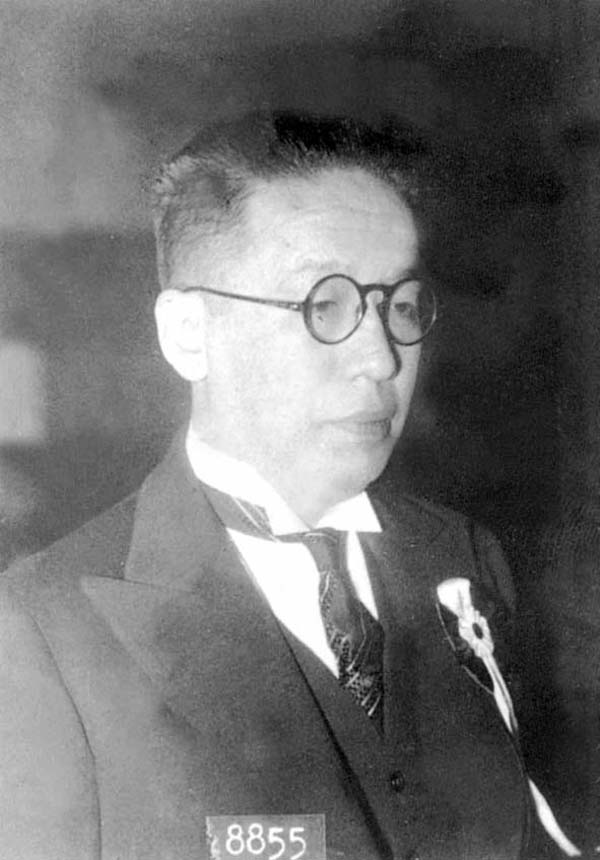
1945年撮影